# Cacica, Suceava
Cacica (în poloneză Kaczyka = tr. rață; în germană Katschika) este un sat în comuna cu același nume din județul Suceava, Bucovina, România. Se află în partea central-estică a județului, în Depresiunea Solca-Cacica, la poalele estice ale Obcinei Mari.
Din Comuna Cacica fac parte satele: Cacica, Solonețul-Nou, Pîrteștii de sus, Maidan și Runcu.

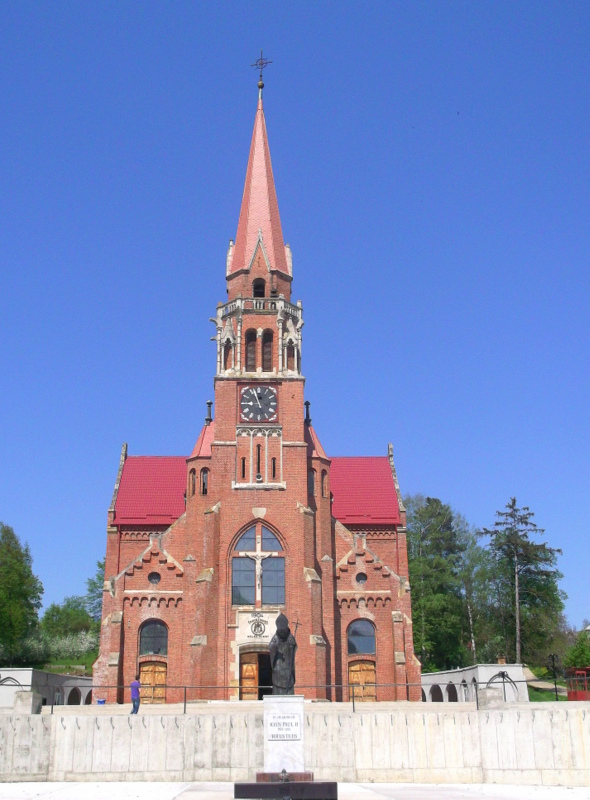
Bazilica Adormirea Maicii Domnului din Cacica

## Istoric
Descoperirile arheologice din 1989 de la Cacica au atestat că aici a existat una din cele mai vechi exploatări de sare recristalizată din saramură (prin fierbere și evaporare) din Europa, datate din perioada culturii Starčevo-Criș din neoliticul timpuriu. Cu timpul, Cacica se dezvoltă demografic și economic prin exploatarea sării geme, la început exploatarea propriu zisă și mai apoi s-a trecut la extinderea amenajărilor și instalațiilor pentru obținerea sării brute. 
În zonă există și acum mai multe izvoare sărate. 

## Demografie
La recensământul din 1930 au fost înregistrați 1.882 locuitori, dintre care 703 polonezi (37,35%), 657 români (34,90%), 344 ruteni (18,27%), 88 germani (4,67%), 40 evrei (2,12%), 26 ruși, 6 unguri, 2 cehi și slovaci și 16 de naționalitate nedeclarată.
După religie, locuitorii satului erau grupați astfel: 805 romano-catolici (42,77%), 658 ortodocși (34,96%), 357 greco-catolici (18,96%), 40 mozaici (2,12%), 6 evanghelici (luterani) și 16 de religie nedeclarată.
La recensământul din 2002 avea o populație de 1.408 locuitori.
În localitate trăiește o importantă comunitate poloneză din România. 

## Date economice
Exploatare de sare gemă (Salina Cacica) situată între Cacica și satul Pârteștii de Jos.

## Obiective turistice
- Salina Cacica
- Biserica romano-catolică din Cacica - construită în 1904, proclamată în anul 2000 de Papa Ioan Paul al II-lea ca basilica minor.
- Biserica greco-catolică din Cacica - construită în 1865 pentru credincioșii greco-catolici ucraineni.
- Biserica Sfântul Ioan cel Nou din Cacica - biserică ortodoxă construită în perioada 1892-1896.

## Personalități
- Teodor Bălan  (1885 - 1972), istoric , profesor la Universitatea din Cernăuți și director al Comisiei Arhivelor Statului din Cernăuți.
- Virgil Săhleanu (1946-2000), fost un lider sindical ieșean, asasinat din ordinul conducerii firmei al cărei sindicat îl conducea și al investitorului extern care cumpărase pachetul majoritar de acțiuni.